# Ulia (ciudad)

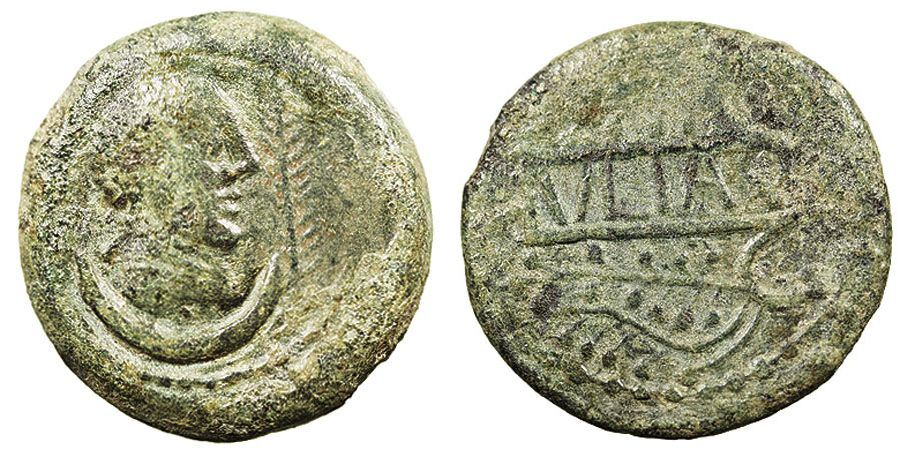
As de bronce acuñado en Ulia con una cabeza, palma y creciente en el anverso y ramas de vid y la leyenda "VLIA" en el reverso.

Ulia es una antigua ciudad fortificada íbera situada en el término municipal español de Montemayor en la provincia de Córdoba, Andalucía, que alcanzaría su máximo esplendor durante el Imperio romano.
Aparece en fuentes romanas en medio del conflicto de la segunda guerra civil de la República romana, llegando a convertirse en una ciudad romana.

## Historia
Recientes estudios, incluso adelantan su fundación a época preibérica.
Durante la segunda campaña hispana de la también denominada Guerra Civil de César, casi todas las ciudades de la Hispania Ulterior habían cambiado su lealtad al lado pompeyano, a excepción de algunas como Ulia.
En febrero del 46 a. C., después de ser derrotados por Julio César en la batalla de Tapso, Tito Labieno, Cneo Pompeyo el Joven y Sexto Pompeyo escaparon a Hispania con los restos de su ejército. Se unieron a dos legiones ubicadas en la Hispania Ulterior formadas en gran parte por veteranos de Pompeyo, que se habían sublevado y habían expulsado a los legados de César, jurando fidelidad a Cneo Pompeyo.
Usando la antigua influencia de su padre y los recursos de la provincia, los hermanos Pompeyo y Tito Labieno consiguieron reunir un nuevo ejército de trece legiones, incluyendo a una legión de ciudadanos romanos de Hispania y el alistamiento de la población local. A finales del 46 a. C. tenían el control de casi toda Hispania Ulterior, incluyendo las colonias romanas de Itálica y de Corduba, la capital de la provincia. Cneo Pompeyo sitia la ciudad del bando cesarista de Ulia.
César, ante la gravedad de la situación decide ponerse al frente de una expedición a Hispania para oponerse en persona a los pompeyanos. Envía a Lucio Junio Paciaco a principios del 45 a. C. con seis cohortes y algo de caballería para fortalecer la ciudad del bando cesarista de Ulia que estaba sitiada por Cneo Pompeyo.
El 17 de marzo de ese año se produce la decisiva batalla de Munda (Montilla) donde el dictador César sale vencedor y entonces encamina sus tropas hacia Corduba, desde donde Sexto Pompeyo seguía combatiendo ardorosamente. Una vez conquistada la plaza y salir huyendo Sexto Pompeyo hacia tierras celtibéricas, César procedió a conceder distinciones  a las ciudades, que como Ulia, habían contribuido a su victoria, otorgándolas, entre otras la categoría de municipio romano (Municipium) y por el contrario, a las ciudades del bando pompeyano se le confiscaron tierras que fueron entregadas a los veteranos para establecerse como colonos.
Por su fidelidad, César honró al municipio con la denominación de Ulia Fidentia.

## Arqueología
Se han encontrado abundantes restos arqueológicos de las épocas íbera y romana. De la época íbera sobresale una cabeza de un caballo y sobre todo, un descubrimiento de otoño de 2018 por un equipo de la Universidad Autónoma de Madrid, los
elementos metálicos de un carro desmontado probablemente de la primera mitad del siglo IV a. C. Están compuestos por cuatro ruedas, elementos del yugo del carro y otros objetos relacionados que se sugiere que pudiera formar parte del ajuar funerario ritual de una tumba de algún jefe importante de la época.
De la época romana hay predominio de materiales bélicos (proyectiles de honda de plomo, bolaños de piedra o puntas de hierro de los pilum (pila)), pero también, esculturas, restos de inscripciones, tachuelas de sandalias romanas, monedas de Ulia y otras monedas en lo que parece que fue un campamento militar.